# 尼古拉·孔德拉坚科
尼古拉·伊格纳托维奇·孔德拉坚科（羅馬化：Nikolay Ignatovich Kondratenko；1940年2月16日—2013年11月23日）是俄罗斯政治人物，于1997年至2003年间担任第五任克拉斯诺达尔边疆区行政长官。他也于2001年至2003年和2008年至2013年两度担任联邦委员会议员。
2013年11月23日，孔德拉坚科于克拉斯诺达尔去世，享年73岁。